# Kiara Vergara
Kiara Vergara (* 12. Mai 2002) ist eine paraguayische Handballspielerin, die dem Kader der paraguayischen Nationalmannschaft angehört.

## Karriere
Vergara läuft in Paraguay für den Club Cerro Porteño auf, mit dem sie 2017, 2021 und 2022 die paraguayische Meisterschaft gewann.
Vergara lief für die paraguayische U-16-Nationalmannschaft auf, mit der sie die Silbermedaille bei der Südamerikameisterschaft 2017 und die Goldmedaille bei der Südamerikameisterschaft 2018 gewann. Mittlerweile gehört sie dem Kader der paraguayischen Nationalmannschaft an. Mit der paraguayischen Auswahl gewann sie die Zentralamerikameisterschaft 2023, wodurch sich Paraguay für die Weltmeisterschaft 2023 qualifizierte. Vergara steuerte 13 Treffer zum Meisterschaftsgewinn bei. Im selben Jahr gewann sie die Bronzemedaille bei den Panamerikanischen Spielen. Im Turnierverlauf erzielte sie einen Treffer. Vergara nahm an der Weltmeisterschaft 2023 teil, bei der sie acht Treffer erzielte.